# Toki Yorizumi
Toki Yorizumi (土岐 頼武?; ... – 1548) fu un capo del clan Toki durante il periodo Sengoku.
Figlio maggiore di Toki Masafusa scappò assieme al padre nella provincia di Echizen chiedendo aiuto a Asakura Yoshikage per sedare una ribellione. Con il suo aiuto furono in grado di sconfiggere Saitō Hidetatsu (1546).